# ماركوس هوتر
ماركوس هوتر (بالإنجليزية: Marcus Hutter)‏ (مواليد 14 أبريل 1967) وهو عالم كمبيوتر ألماني. وهو أستاذ في كلية ANU للهندسة وعلوم الكمبيوتر في الجامعة الوطنية الأسترالية في كانبرا، أستراليا. درس هوتر الفيزياء وعلم الحاسوب في جامعة ميونخ التقنية. في عام 2000 انضم إلى مجموعة يورجن شميدهوبر في معهد الدراسات الاستقصائية الصناعية (معهد دال مولي لأبحاث الذكاء الاصطناعي) في مانو، سويسرا. طور هوتر مع الآخرين نظرية رياضية للذكاء العام الاصطناعي. نشر كتابه الذكاء الاصطناعي العالمي: قرارات متسلسلة على أساس الاحتمالية الخوارزمية من قبل سبرنجر في عام 2005.

## أبحاثه
في عام 2002 قام هوتر، مع يورجن شميدهوبر وشاين ليغ، بتطوير ونشر نظرية رياضية للذكاء الاصطناعي العام القائم على عوامل ذكية مثالية وتعلم تعزيز الدافع للمكافأة.:399
في عام 2005 ، نشر هوتر وليغ اختبارًا استخباراتيًا لأجهزة الذكاء الاصطناعي.

## جائزة هوتر المالية
في عام 2006، أعلن هوتر عن جائزة مالية قدرها 50,000 €.

## منشوراته
- ماركوس هوتر (2005). الذكاء الاصطناعي العالمي: قرارات متسلسلة على أساس الاحتمالية الخوارزمية. سبرنجر. ISBN:9783540221395. مؤرشف من الأصل في 2014-01-01.